# 미도리정 (효고현)
미도리정(緑町)은 효고현 아와지섬 남부에 위치했던 정이다.
2005년 1월 11일, 미하라군의 3개 정과 함께 미나미아와지시가 되었기 때문에 소멸하였다. 

## 역사
- 1957년 7월 10일 - 히로타촌, 시토리촌이 합병해 미도리촌이 성립하였다.
- 1960년 4월 1일 - 정으로 승격해 미도리정이 되었다.
- 2005년 1월 11일 - 세이단정, 미하라정, 난단정과 합병해 미나미아와지시가 성립하였다. 동일 미도리정은 폐지되었다.

## 교통

### 철도노선
- 아와지 교통철도선이 지나다가 1966년 폐지되었고, 마을 폐지 시점에서 철도는 다니지 않는다.

### 도로
- 국도 28호선